# Estación directora artillera

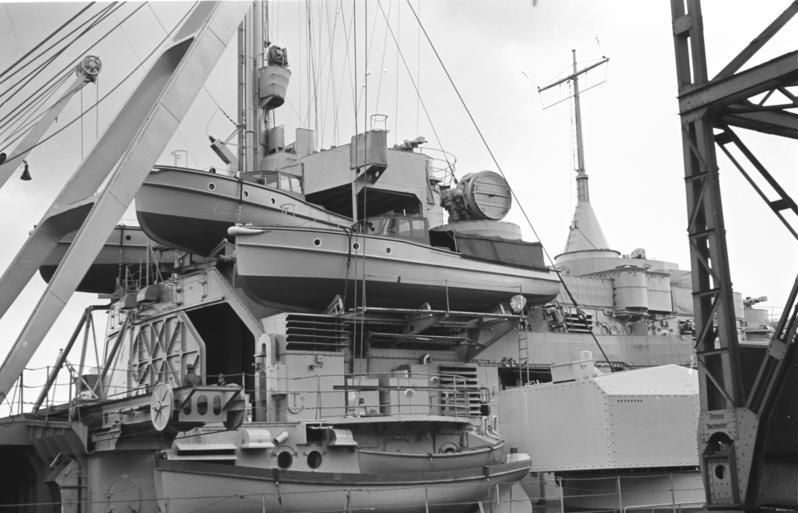
Tras la plataforma de reflectores del Bismarck se ubicaba la estación directora de tiro popel.

La estación directora artillera es una estructura construida en la parte superior del puente de mando, un mástil, mástil-puente y/o la popa de un navío de guerra que contiene todos los mecanismos ópticos u por otro método para lograr eliminar a distancia un blanco en movimiento.
La estación era ocupada por un oficial u oficiales directores de tiro artillero, quienes mediante los sistemas de alzas directoras, telémetros estadimétricos y otros dispositivos graduaban la distancia del blanco y transmitían esta información a la central de tiro artillero quienes a su vez calculaban el grado de elevación y azimut de las piezas artilleras.
Los grandes acorazados de la Primera Guerra Mundial y la Segunda Guerra Mundial tuvieron estas instalaciones primordiales para el combate, ya que práctcamente eran los "ojos" del buque respecto de su enemigo. Hoy en día, estas instalaciones han evolucionado gracias al radar.
El radar es quien envía la información a la central de combate de una unidad naval y una computadora guía las piezas artilleras.
- Datos: Q5847635